# 村上正泰
村上 正泰（むらかみ まさやす、1974年9月28日 - ）は、日本の評論家、元財務官僚。山形大学大学院医学系研究科医療政策学講座教授。博士（医学）。
財務、厚生労働の両省での経験を踏まえた医療分野での評論活動を行う医療経済学者。日本医師会総合政策研究機構客員研究員なども兼務。

## 人物・来歴
広島県因島市（2006年、尾道市に編入）出身。岡山白陵中学校・高等学校卒業。1997年に東京大学経済学部を卒業後、大蔵省（後の財務省）に入省。大学生時代から西部邁が主宰する「発言者塾」に参加していた。また、高校生時代に知遇を得た元外交官の国際政治学者である伊藤憲一が理事長を務める財団法人日本国際フォーラムでアルバイトをしていたこともある。大学では伊藤元重の国際経済学・ミクロ経済学のゼミに参加した。

### 財務官僚時代
大蔵省入省後は、大蔵省大臣官房調査企画課、仙台国税局調査査察部国税調査官、カリフォルニア大学サンディエゴ校国際関係・環太平洋地域研究大学院留学、外務省在ニューヨーク総領事館副領事、財務省国際局国際機構課企画係長、財務省国際局調査課課長補佐、内閣官房地域再生推進室参事官補佐を経て、2004年から厚生労働省保険局総務課に課長補佐（兼医療課、老人医療企画室）として出向。
厚生労働省では医療制度改革に携わり、医療費適正化計画の枠組み作りなどを担当した。しかし、この際、国民負担率の抑制があらゆる政策の出発点とされ、「官僚は数字、辻褄合わせの議論、視野が狭い議論に終始」するなど、「霞が関の在り方に疑問を覚え」2006年7月に退官。

### 退官後、評論活動
退官後、財団法人日本国際フォーラム理事・所長、グローバル・フォーラム常任世話人、東アジア共同体評議会常任副議長等を務める一方、2008年3月には、厚生労働省勤務時に担当した療養病床再編計画の舞台裏を記した「このままでは医療・介護難民が発生する」（『中央公論』2008年3月号）を発表し、大きな反響を呼ぶ。その後、新聞、雑誌、テレビ、ラジオなどで相次いで取り上げられ、医療制度改革や行政システムのあり方について積極的に発言を行うようになる。

### 山形大学教授として
さらに、2010年2月に、嘉山孝正が医学部長を務める山形大学大学院医学系研究科教授（医療政策学講座）に就任。嘉山が委員を務める中医協に対して、診療側委員のブレーンとして臨むことにもなると報じられた。2014年4月から2022年3月まで山形大学医学部附属病院地域医療連携センター長を兼務。この他に山形県地域医療構想アドバイザーなども務める。雑誌『医薬経済』や隔月刊の言論誌『表現者』などの連載では、専門の医療経済・政策学にとどまらず、政治経済情勢を広く論じている。

## TV出演
- みんなのニュース（フジテレビ）
- 朝まで生テレビ!（テレビ朝日）
- 西部邁ゼミナール（TOKYO MX）
- ザ・スクープ（テレビ朝日）
- 朝ズバッ！（TBSテレビ）

## 著書

### 単著
- 『医療崩壊の真犯人』（PHP研究所［PHP新書］、2009年）
- 『日本の医療行政と地域医療 』（日本医療企画、2010年）
- 『日本の医療政策と地域医療システム』（日本医療企画、2013年）
- 『医政羅針盤　激動する医療と政策の行方』(医薬経済社、2016年）

### 監修
- 『数字でわかる！データから見る医療のいまとこれから』（保育社、2023年）

### 共著
- （増井喜一郎編）『図説日本の財政（平成10年度版）』（東洋経済新報社、1998年）
- （伊藤元重＋伊藤研究室）『日本のサービス価格はどう決まるのか――サービス料金の経済学』（NTT出版、1998年）
- （吉岡充）『高齢者医療難民』（PHP研究所［PHP新書］、2008年）
- （中野剛志、関岡英之、岩月浩二、東谷暁、施光恒、柴山桂太）『TPP 黒い条約』（集英社［集英社新書］、2013年）
- （辻哲夫監修、田城孝雄、内田要編）『まちづくりとしての地域包括ケアシステム: 持続可能な地域共生社会をめざして』(東京大学出版会、2017年)
- （公益社団法人日本医業経営コンサルタント協会編）『コンサルタントがみるCOVID-19後の医業経営戦略』（ぎょうせい、2022年）

### 共訳書
- （筒井義郎監訳）星岳雄、ヒュー・パトリック編『日本金融システムの危機と変貌』（日本経済新聞社、 2001年）